# Polistena
Polìstena è un comune italiano di 9 888 abitanti della città metropolitana di Reggio Calabria in Calabria.

## Geografia fisica

### Territorio
(Girolamo Marafioti, Croniche, et antichita di Calabria pag.115, Padova, Ad instanza de gl'Uniti, 1601.)

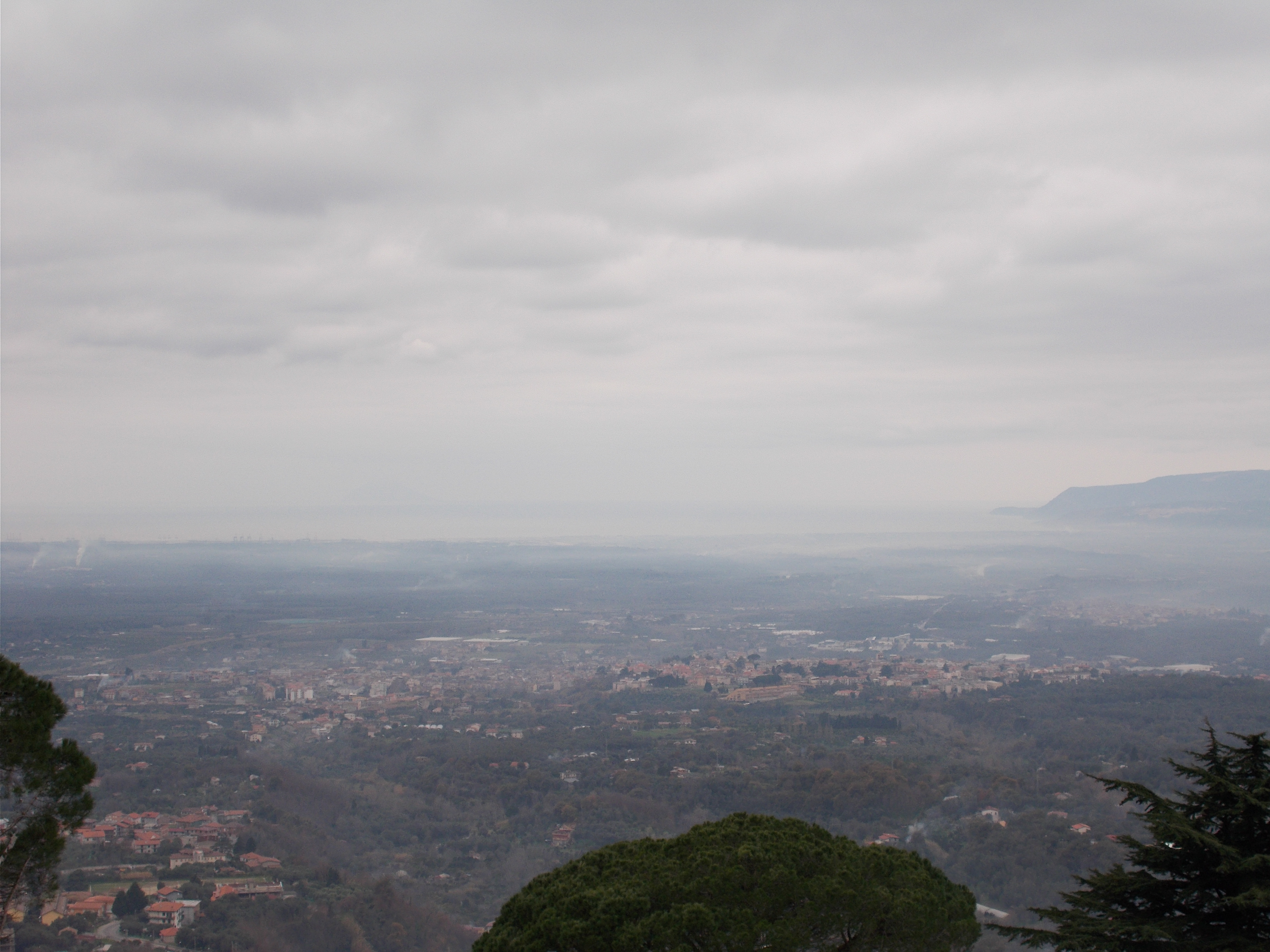
Vista di Polistena dal Castello di San Giorgio Morgeto

Polistena è situata nella parte orientale della Piana di Gioia Tauro, a sud-ovest di Catanzaro e a nord-est di Reggio Calabria. Sorge sulle pendici del massiccio montuoso dell'Aspromonte, con un territorio prevalentemente collinare a nord e pianeggiante a sud. Il territorio raggiunge un'altezza massima di 305 m s.l.m. e minima di 132 m s.l.m..
Classificazione sismica: zona 1 (sismicità alta), Ordinanza PCM n. 3274 del 20/03/2003

### Idrografia
Il territorio comunale è attraversato da tre torrenti: Vacale, Jerapotamo e Jerulli. Questi ultimi attraversano il centro urbano di Polistena. Jerapotamo, affluente del Vacale, è coperto parzialmente.

### Clima
Il clima di Polistena è generalmente di tipo mediterraneo.
| Polistena           | Mesi | Mesi | Mesi | Mesi | Mesi | Mesi | Mesi | Mesi | Mesi | Mesi | Mesi | Mesi | Stagioni | Stagioni | Stagioni | Stagioni | Anno  |
| Polistena           | Gen  | Feb  | Mar  | Apr  | Mag  | Giu  | Lug  | Ago  | Set  | Ott  | Nov  | Dic  | Inv      | Pri      | Est      | Aut      | Anno  |
| ------------------- | ---- | ---- | ---- | ---- | ---- | ---- | ---- | ---- | ---- | ---- | ---- | ---- | -------- | -------- | -------- | -------- | ----- |
| T. media (°C)       | 9    | 10   | 11   | 13   | 16   | 21   | 24   | 23   | 22   | 17   | 12   | 9    | 9,3      | 13,3     | 22,7     | 17       | 15,6  |
| Precipitazioni (mm) | 233  | 164  | 155  | 100  | 92   | 44   | 21   | 27   | 83   | 159  | 234  | 221  | 618      | 347      | 92       | 476      | 1 533 |

- Classificazione climatica: zona C, 1185 GG

## Storia

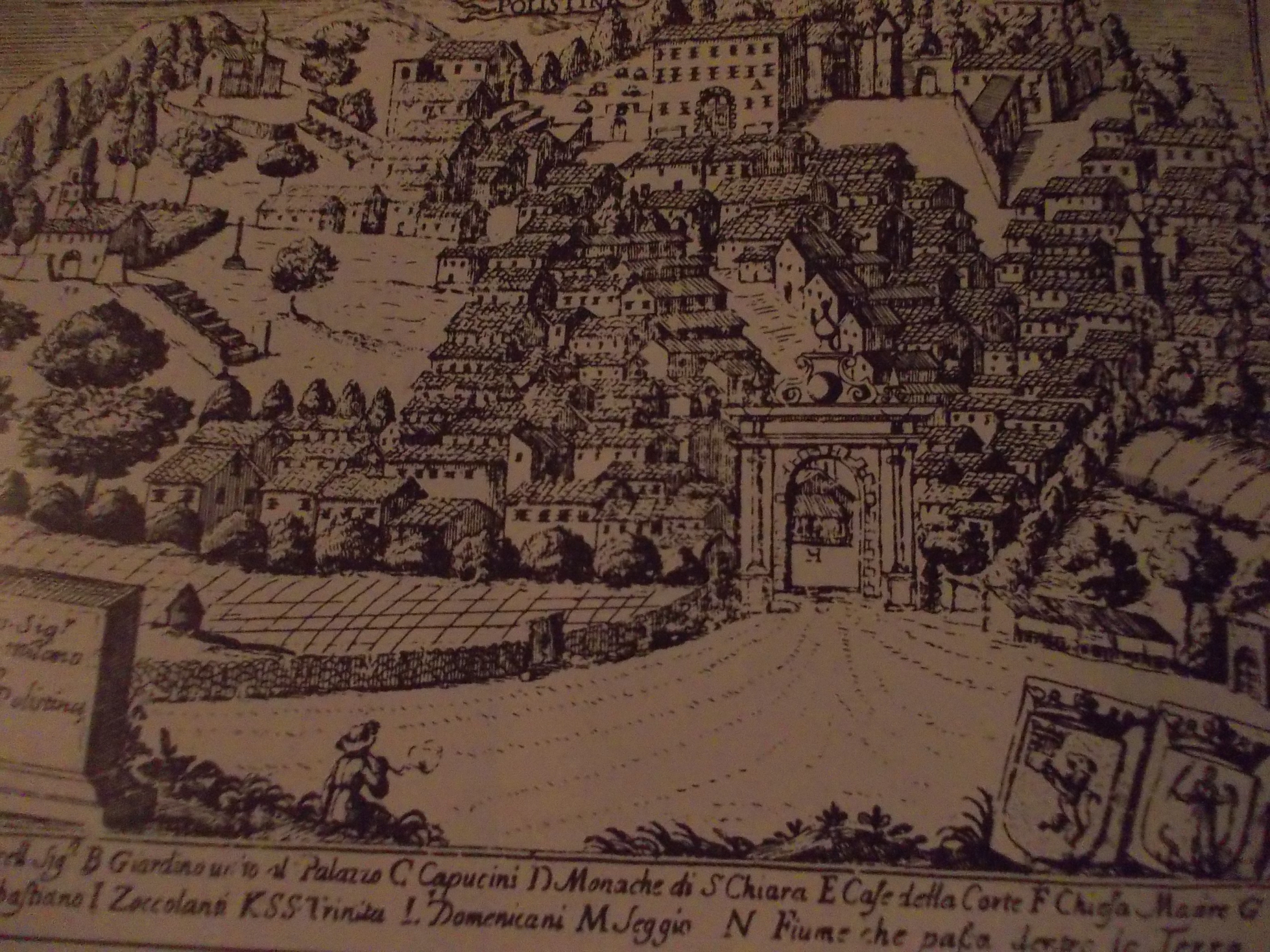
Il Pacichelli, riproduce in rame la città di Polistena data 1701, con lo stemma di Santa Marina, che calca sotto i piedi un drago, e che stringe con la mano sinistra una catena cui lo tiene legato, e con la destra una palma in segno di vittoria

Il toponimo Polistena deriva forse dal greco, ed è associazione di due termini polis (città) e tena (forte) o tenon (fortezza). Si pensa anche che derivi sempre dal greco ma dalla parola polùstenos (molto stretto). Polistena, posizionata fin dai tempi storici in una verdeggiante piana, è altresì situata al centro dell'istmo più breve tra le città magno-greche di Locri e Medma (Rosarno), e fu una stazione di passaggio per i locresi che dovevano raggiungere Rosarno. I ritrovamenti archeologici (che sono nel museo di Polistena), evidenziano una forte frequentazione del territorio e ipotizzano la presenza di un qualche aggiornamento urbano prima e dopo l'epoca della colonizzazione della Magna Grecia. Nel territorio sono stati rinvenuti anche oggetti di epoca neolitica, mentre altri ritrovamenti di epoca più recente hanno permesso di identificare la presenza di insediamenti romani.

Cartolina di Polistena, chiesa della Trinità sulla sinistra, chiesa Matrice sulla destra.

Afferma Domenico Maria Valensise con documenti da lui studiati che Polistena sia sorta sotto l'Impero di Oriente, e che i fondatori di questa città si crede che fossero gli abitanti di Altanum (Proclo, scrisse nel «Epitome de oraculis» che gli abitanti di Locri costruirono a nord delle città di Altano e Morgeto una fortezza, Templum Musarum). Si sa però che a tre miglia di Polistena si trovavano le rovine di Altano.
Anticamente Polistena si chiamava Santa Marina, come scrive sul suo libro Girolamo Marafioti nel 1601.
(Girolamo Marafioti, Croniche, et antichita di Calabria pag.115, Padova, Ad instanza de gl'Uniti, 1601.)
Valensise studiò il libro del Marafioti che affermava che gli abitanti di Polistena si trasferirono nel casale di Santa Marina. Nell'opera del Marafioti si riferisce che Re Roberto concesse al Marchese di Gerace tale casale di Santa Marina. A Polistena esisteva un ponte chiamato Santa Marina poi distrutto, per la copertura del fiume Jerapotamo, oggi si chiama viale Rivoluzione d'Ottobre.
I primi documenti che attestano l'esistenza di Polistena con il nome attuale risalgono però al XIII secolo, quando un villaggio con questo nome viene nominato in occasione di una cessione di alcuni terreni a favore del monastero di Santa Maria di Campoforano. Siamo nel 1266, ma probabilmente la città con il nome Polistena esisteva ancora da prima, cioè almeno dal 1221 come attestato in un rescritto di Papa Onorio III inerente allo stato di decadenza di alcuni monasteri basiliani della Calabria Meridionale, tra cui ben 3 di Polistena.
Nel 1291 Polistena viene concessa in feudo ad Aldobrandino di Firenze da Carlo II , nel 1875 si ritrovano nel fondo (Fra Giacinto), delle moneta d'oro del diametro di 21 millimetri, che appartenevano alla Repubblica Fiorentina.  Nel medioevo fu sede di numerosi casati, fra cui quello dei Milano Franco d'Aragona e poi Riario Sforza.
Nel 1921 l'archeologo Paolo Orsi incaricò il Vincenzo De Cristo (di Cittanova) per eseguire alcuni scavi sul sito di Altanum (che va da Cinquefrondi-Polistena-San Giorgio Morgeto).

### Melicucco frazione di Polistena
Melicucco,  dal 1816 e fino al 1936 è stata frazione di Polistena. Il podestà era Giuseppe Lombardi ed il monsignore Luigi Guido, arciprete.

### Terremoti del 1783, 1894, 1905 e 1908

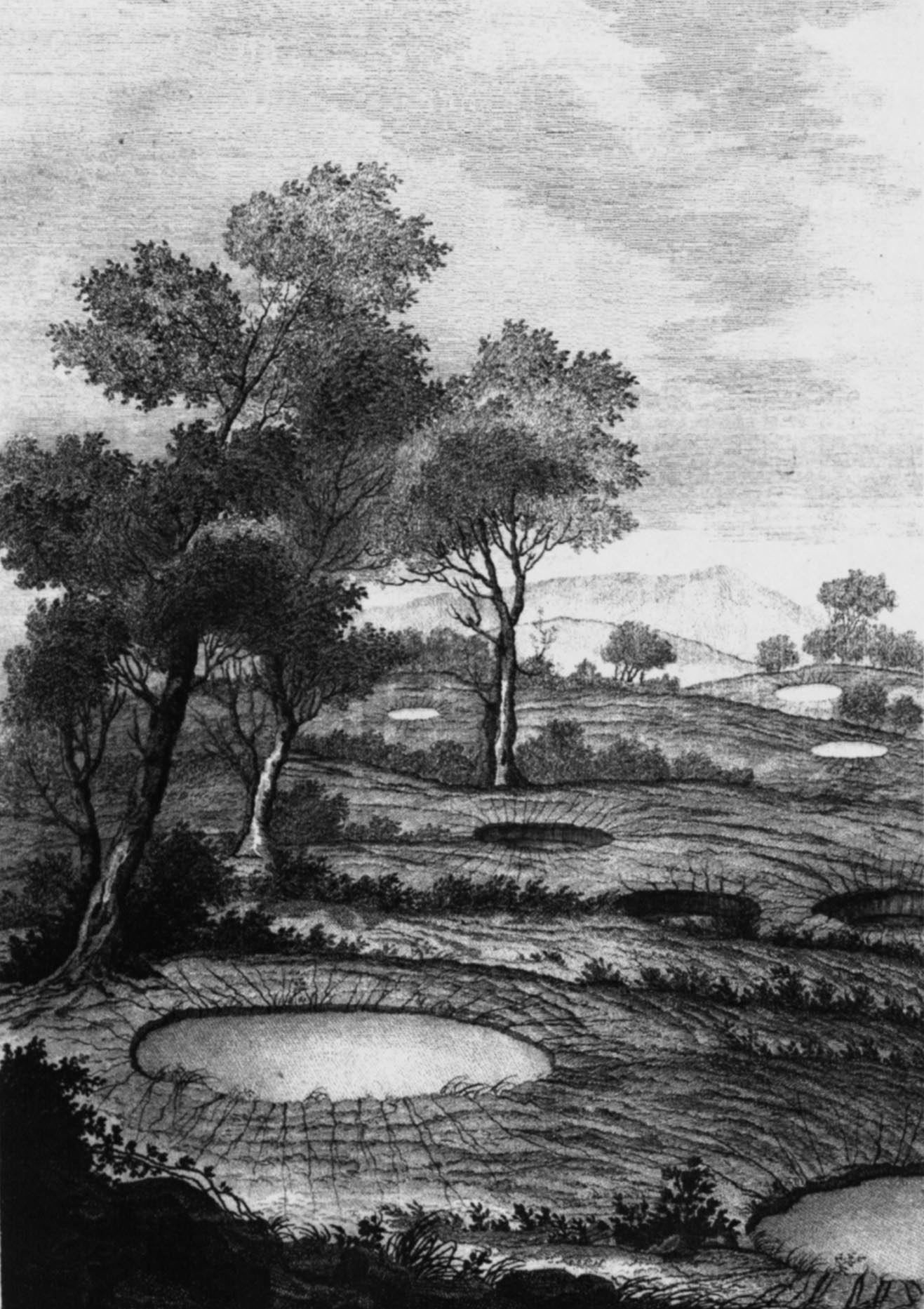
Comparsa di crateri in Contrada Giuseppina.

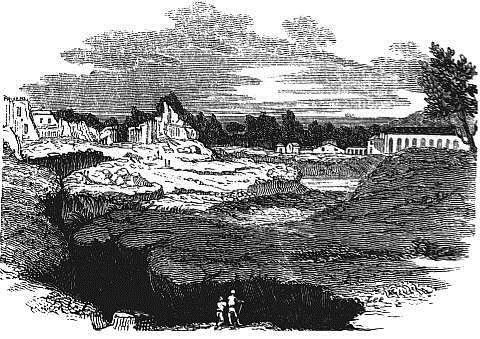
Dipinto del Terremoto di Polistena del 1783 di Charles Lyell

Il 5 febbraio 1783, Polistena fu rasa al suolo dal terremoto che interessò l'Italia meridionale, le vittime furono 2.261 su 4.600 abitanti circa. Tutti gli edifici crollarono, con l'eccezione della chiesetta di Sant'Anna dove vennero sepolte le vittime del sisma.
La testimonianza del geologo francese Déodat de Dolomieu, che scese in Calabria per studiare gli effetti disastrosi del sisma, riporta in merito a Polistena:
Polistena fu ricostruita completamente su un'altura più a nord su progetto dell'architetto napoletano Pompeo Schiantarelli. Fu realizzato un particolare impianto urbanistico che vide situarsi nella parte alta palazzi con imponenti frontespizi e portali in pietra granitica locale, mentre le fasce meno abbienti ripopolarono il vecchio sito ricostruito sulle muraglie.
Polistena prima del terremoto era una tranquilla cittadina, il palazzo dei Milano (nel palazzo si trovava un teatro), feudatari di San Giorgio Morgeto e Polistena, era a nord del fiume Jerapotamo che tagliava in due Polistena. Intorno al palazzo del Marchese, si trovavano le case delle altre famiglie nobili tra cui, Lombardi, Rodinò, Rovere, Sergio e altri ancora. Dall'altra parte del fiume, a sud, gli artigiani e i contadini.
Il terremoto del 16 novembre 1894 interessò la Calabria meridionale, con epicentro molto simile al sisma del 1783 (zona di San Procopio) ma fortunatamente con conseguenze meno gravi vista la minor entità della scossa. I morti totali furono circa 100 (contro le oltre 30.000 vittime del 1783) e comunque svariati furono i danni materiali. A Polìstena la scossa delle 6:15 non provocò danni, quella più forte fu quella delle ore 18:50, che creò gravi lesioni soprattutto agli interni degli edifici. Ci furono fratture negli archi della chiesa del Rosario, e dalla costruzione alta 38 metri si distaccò la facciata. Da segnalare che i danni maggiori si ebbero nella parte alta della città (zona Evoli) piuttosto che nella zona bassa (detta Arco), e su un totale di 2.850 case furono 378 quelle danneggiate, 18 delle quali inabitabili, 5 crollarono parzialmente e 54 invece in modo lieve e furono restaurate. Nessun danno particolare alle persone, e dal censimento del 1881 all'epoca gli abitanti di Polistena erano 8.400.
Il Terremoto della Calabria del 1905 fu un grande sisma che colpì principalmente la Calabria Centrale con 557 vittime, 2.615 feriti e gravissime distruzioni materiali. Le conseguenze di tale sisma a Polìstena furono fortunatamente più limitate essendo distante da Nicastro, zona dell'epicentro, e non furono registrati danni alle persone; tuttavia ci furono importanti danni materiali. Furono demolite 6 case, puntellate 33 e riparate 196. Il muro laterale destro della chiesa di San Francesco minacciò di crollare. Danneggiate anche altre 5 chiese tra le quali quella della Trinità fu chiusa al culto.
Il terremoto del 28 dicembre 1908.

Non era ancora scomparsa l'eco drammatica del terremoto del 1905 che un altro evento funesto colpì la regione, cioè il sisma del 28 dicembre 1908. Esso interessò la Sicilia Orientale e la Calabria Meridionale e, sotto le macerie delle immani distruzioni che si ebbero soprattutto a Reggio e Messina, perirono almeno 80.000 persone. Anche Polìstena, pur lontana oltre 70 km dall'epicentro (Stretto di Messina), fu segnata dal tragico evento, registrando 6 morti, 30 feriti, e moltissimi edifici danneggiati e anche completamente distrutti; su 2.257 case che componevano la località 52 crollarono, 53 risultarono gravemente lesionate e in 204 si registrarono lievi danni. Tra le chiese, già provate dalla scossa del 1905, i danni maggiori si ebbero alla Chiesa della Trinità con il crollo del tetto, alla Chiesa dell'Immacolata con il crollo parziale della facciata, e al Duomo di Santa Marina Vergine che, a causa degli ingenti danni subiti nell'intero edificio, fu sul punto di venire abbattuto, anche se poi venne restaurato radicalmente 20 anni dopo. Molti sfollati furono alloggiati in provvisorie baracche di legno, posizionate in zone periferiche della città, e una di queste zone è oggi sede della villa principale della città, Villa Italia, i cui alberi furono impiantati negli anni '30. La ricostruzione degli edifici distrutti e le riparazioni di quelli danneggiati, in ogni caso, furono piuttosto veloci, e Polìstena si riprese in breve tempo dal tragico evento.

### Simboli
Nel più antico stemma della Comune di Polistena era raffigurata la protettrice dei polistenesi, Santa Marina Vergine. Lo stemma si usò fino ai primi dell'ottocento, epoca dalla quale si presume essere stato adottato l'attuale stemma.
- Blasonatura stemma:

- Blasonatura gonfalone:

## Monumenti e luoghi d'interesse

### Architetture religiose

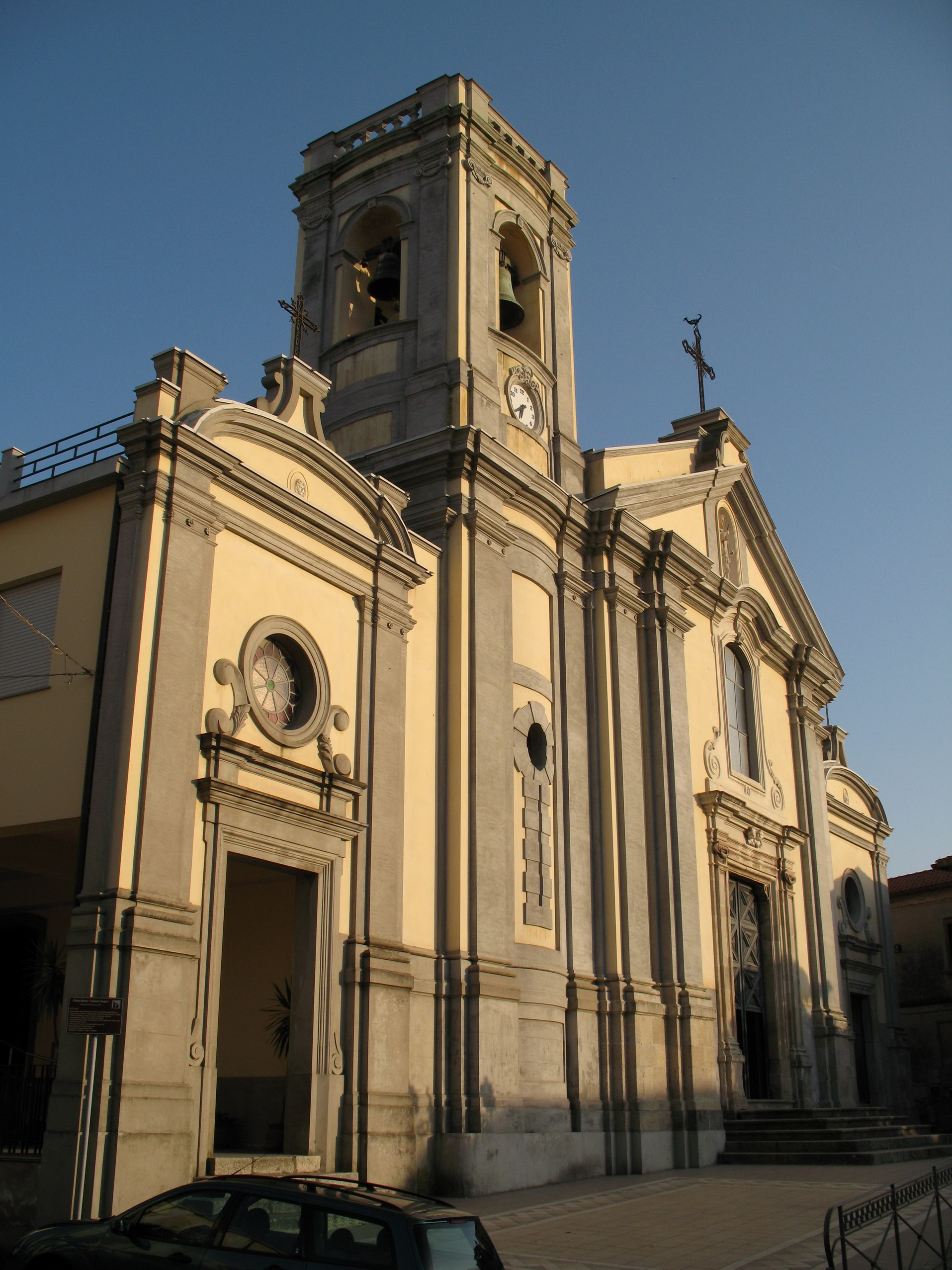
La chiesa matrice.

#### Duomo di Santa Marina Vergine
Il duomo di Santa Marina Vergine comunemente noto come duomo di Polistena o chiesa matrice è la principale chiesa di Polistena, dedicata appunto a santa Marina, patrona della cittadina. La chiesa sorge nel centro storico, affacciata su via Michele Valensise. Ricostruita dopo il terremoto del 1783, essa accoglie numerose opere d'interesse artistico. Santa Marina Vergine viene festeggiata il 17 luglio, mentre una più ampia celebrazione che la coinvolge si svolge la prima domenica di agosto e riguarda la cosiddetta Teoria dei Santi, vale a dire una processione di 26 santi venerati nel Comune di Polistena, che precedono la patrona.

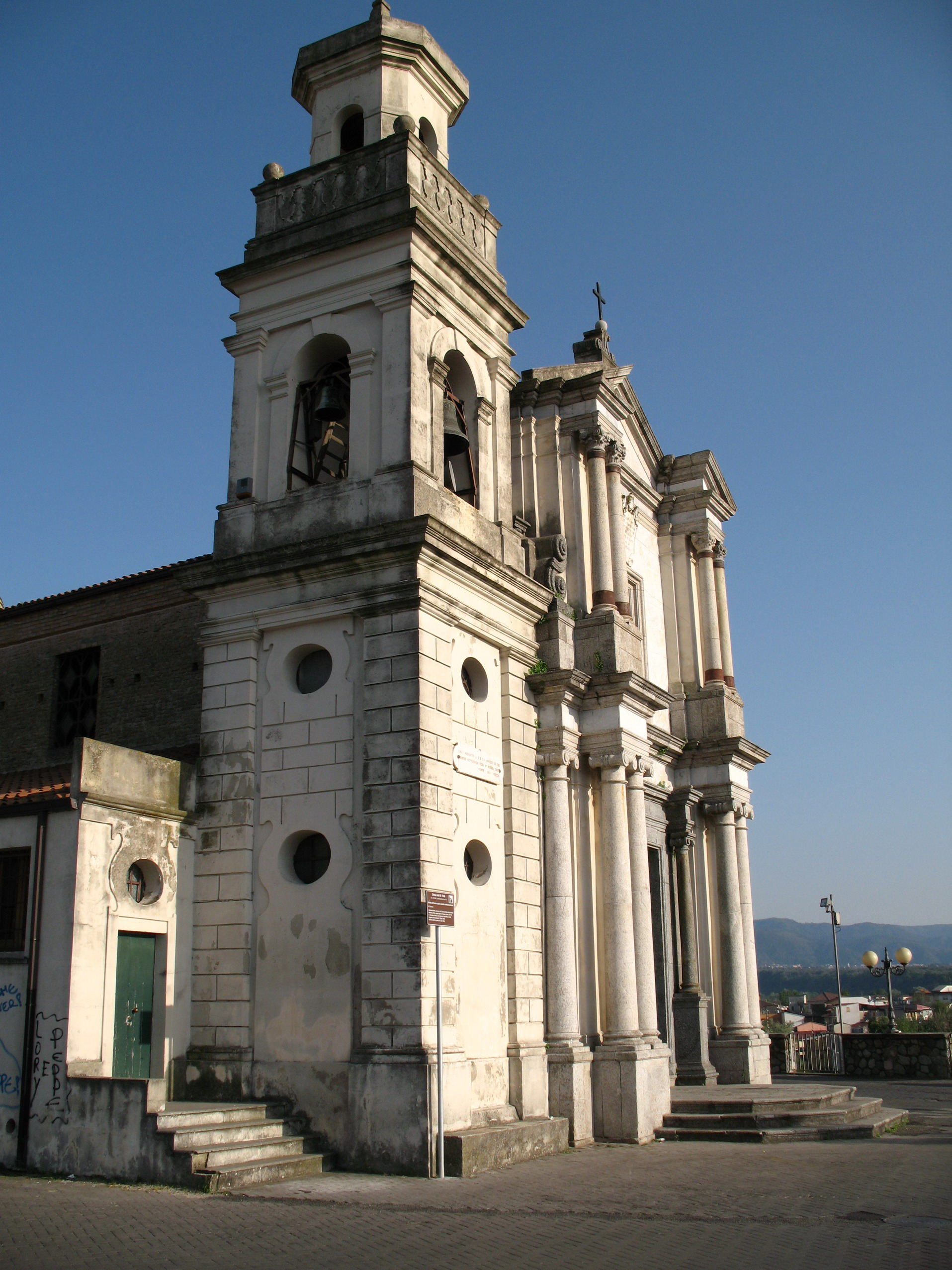
La chiesa della Trinità.

#### Santuario di Maria Santissima dell'Itria
Il santuario di Maria Santissima dell'Itria conosciuto anche come chiesa della Santissima Trinità o semplicemente chiesa della Trinità è una delle più antiche di tutta Polistena. La chiesa sorge nel centro storico, precisamente sull'omonimo piazzale, poco lontana da piazza della Repubblica. L'attuale chiesa, costruita dopo il terremoto del 1783, presenta al suo interno numerose opere. Molte di queste opere, tuttavia, andarono distrutte o furono seriamente danneggiate nell'incendio del 22 maggio 1988, causato da un probabile corto circuito. I lavori di restauro terminarono solo nel 1996. Esternamente, deve evidenziarsi soprattutto la cupola ricoperta di piastrelle maiolicate policrome. La Madonna dell'Itria, cui è dedicata la chiesa, viene festeggiata il 10 luglio.

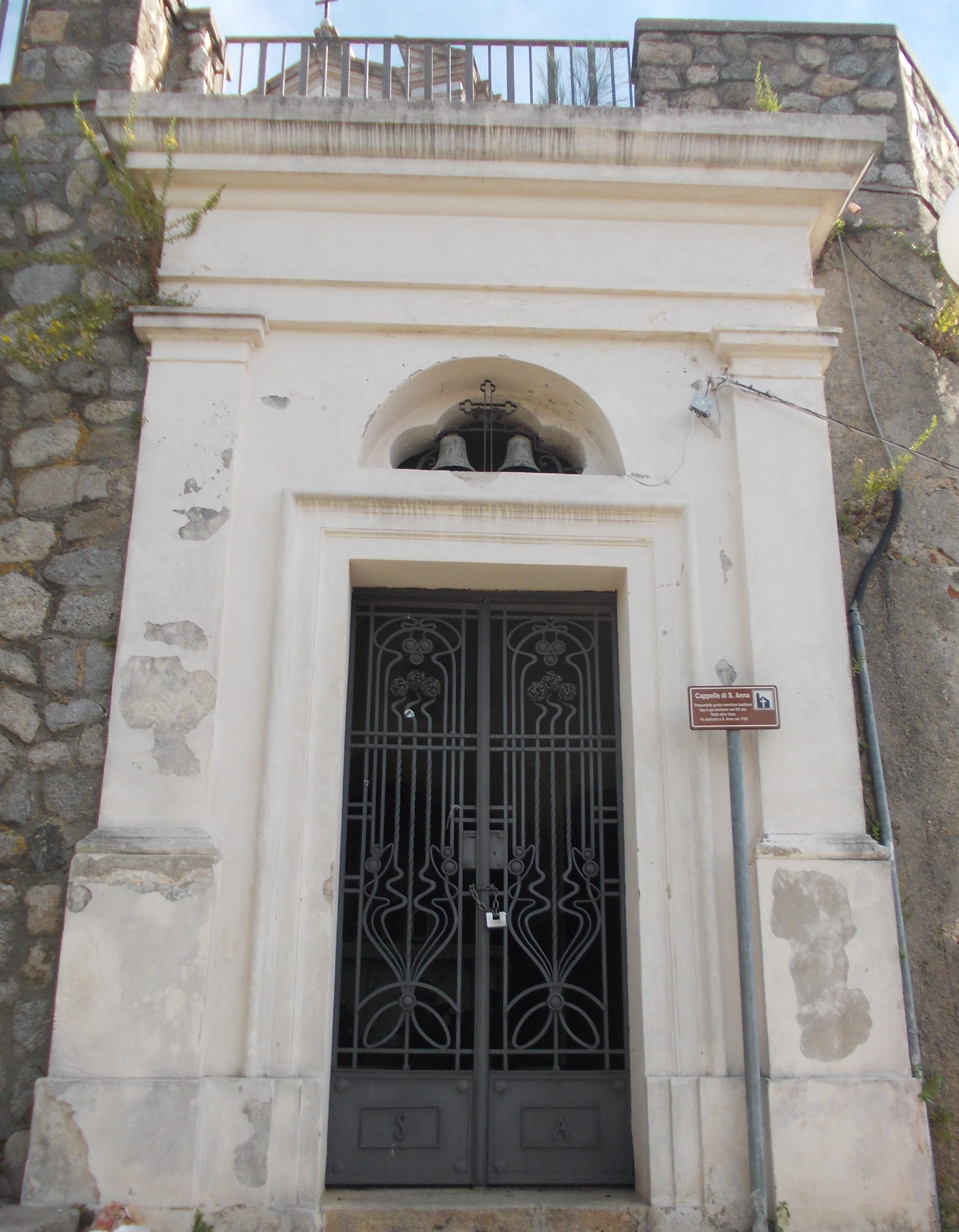
La chiesa di Sant'Anna è alla sommità della scalinata in questa cartolina degli anni trenta.

#### Chiesa di Sant'Anna
La chiesa di Sant'Anna è la più antica chiesa di Polistena. Fu infatti l'unico edificio a resistere al terremoto del 1783 che rase al suolo l'intera città. Come scrive Domenico Valensise,, infatti, la chiesa non solo resistette al terremoto ma rimase anche aperta al culto e accolse le ceneri dei polistenesi periti nel flagello. I cadaveri, infatti, vennero trasportati nel largo antistante la Chiesa della SS. Trinità, dove vennero bruciati e le ceneri, una volta raccolte, vennero tumulate nella Cappella. A memoria di tale fatto fu posta un'iscrizione cancellata dall'umidità e dal tempo, su cui si può ancora leggere la parola EXSTINCTOS. La chiesa sorge al di sotto di piazzale Trinità, vicino al santuario di Maria Santissima dell'Itria.

L'ultima sepoltura effettuata nella chiesa di S. Anna, fu di 71 morti nel 1877, al pari di altre chiese di Polistena più importanti questa chiesa funse da vero e proprio cimitero.

La Chiesa del Rosario.

#### Chiesa di Maria Santissima del Rosario
La chiesa di Maria Santissima del Rosario, chiamata semplicemente chiesa del Rosario è un monumentale edificio dell'Ottocento costruita accanto a quella che era una piccola chiesa dedicata a san Giuseppe (costruita a sua volta dopo il terremoto del 1783). La chiesa è suddivisa in tre navate decorate con opere di scultori locali e no. L'esterno è invece decorato con numerosi ordini di colonne e presenta inoltre due campanili. Maria Santissima del Rosario, cui è dedicata la chiesa viene solitamente festeggiata il 7 ottobre.

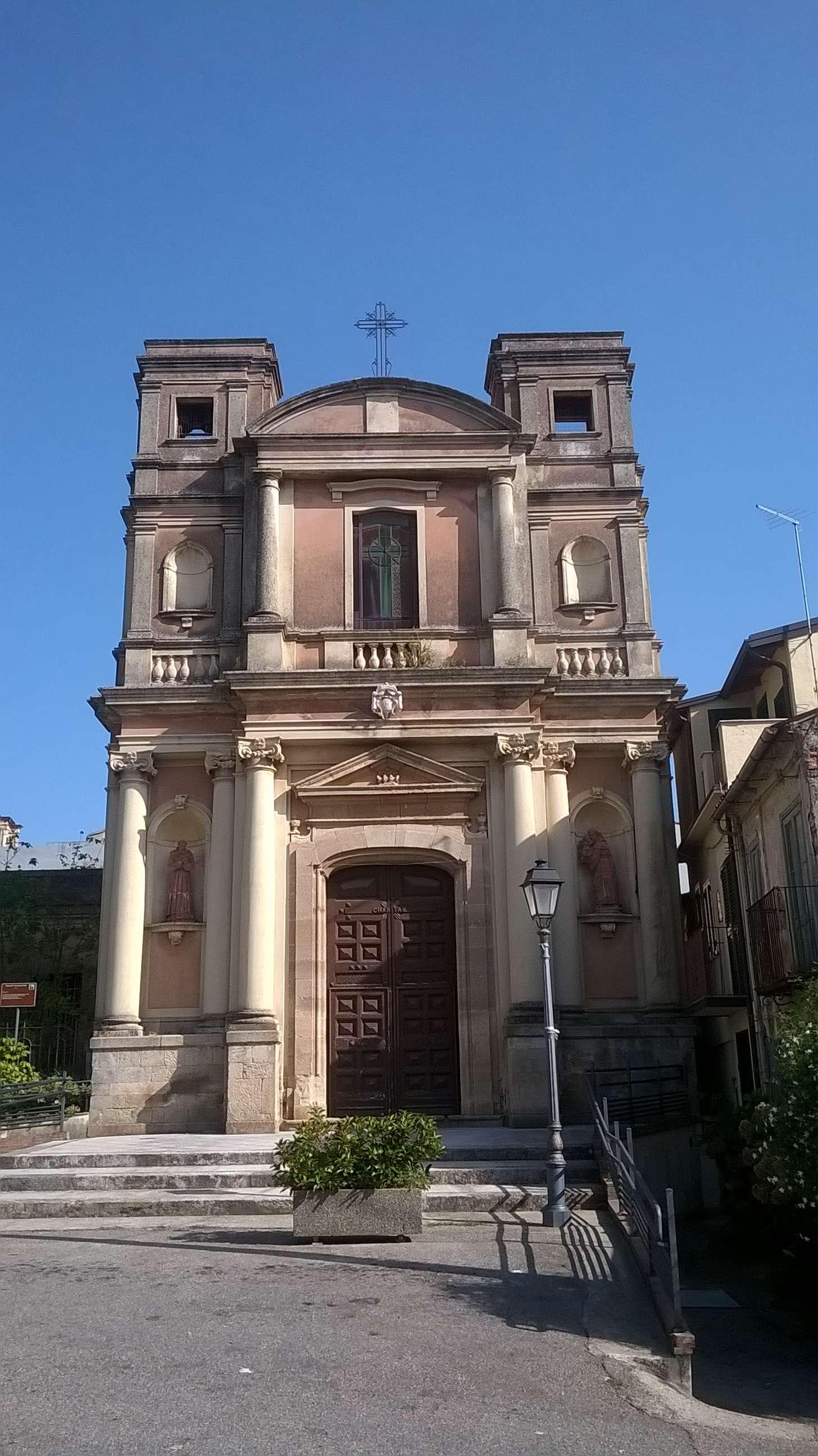
Chiesa di San Francesco.

#### Chiesa di San Francesco di Paola
La chiesa di San Francesco di Paola sorge sul largo omonimo, vicino a piazza del Popolo e a poca distanza dalla chiesa del Rosario. L'attuale chiesa, che risale a dopo il terremoto del 1783, presenta un chiaro sviluppo verticale, possiede due campanili e vicino all'ingresso, in due nicchie sono collocate due statue in terracotta modellate dai Morani. Il santo a cui è dedicata, ovvero san Francesco di Paola, è festeggiato il 2 aprile.

#### Chiesa dell'Immacolata Concezione
La chiesa dell'Immacolata Concezione chiamata semplicemente chiesa dell'Immacolata è situata nella omonima via, nella parte bassa di Polistena. L'attuale chiesa, che risale a dopo il terremoto del 1783, presenta un esterno sobrio con una grande cupola e un campanile, eretto in anni recenti, separato dal nucleo principale. Nell'interno ricordiamo invece un originale soffitto in legno. L'Immacolata Concezione, cui è dedicata la chiesa, viene festeggiata l'8 dicembre.

#### Chiesa della Madonna della Catena

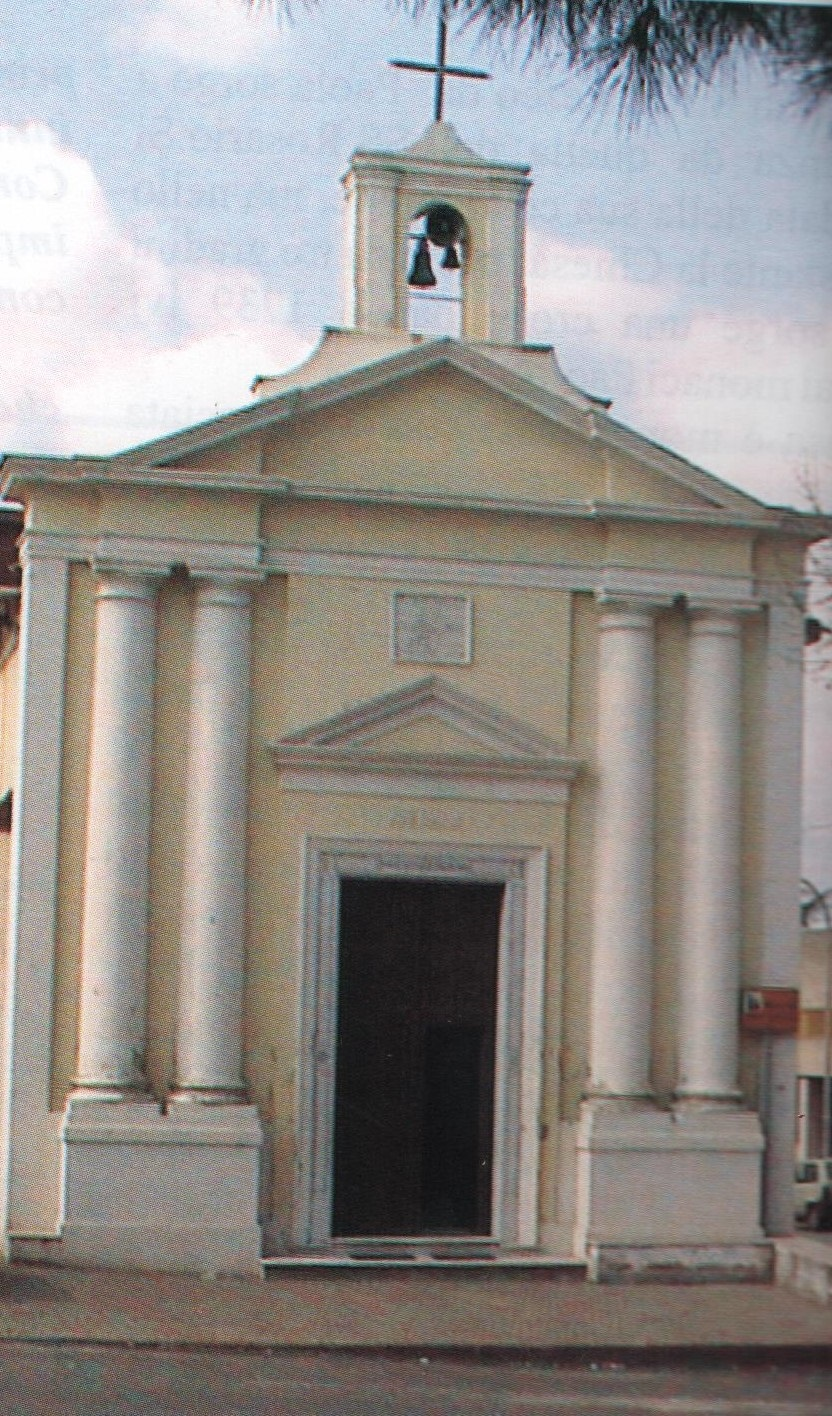
Chiesa Madonna della Catena.

La chiesa della Madonna della Catena chiamata semplicemente Chiesa della Catena sorge nella parte bassa della città, ai confini con i comuni di San Giorgio Morgeto e Cittanova. La chiesa, che possiede una singola navata, venne fondata nel 1894 ed eretta nel 1895 da Giuseppe Nicastro, per ricordare l'antica chiesa che sorgeva in quel punto. Ancora oggi continua a essere meta di numerosi pellegrinaggi, specialmente durante le festività. Maria Santissima della Catena, cui è dedicata la chiesa, viene solennemente festeggiata la terza domenica dopo Pasqua, protettrice delle partorienti e dei carcerati.

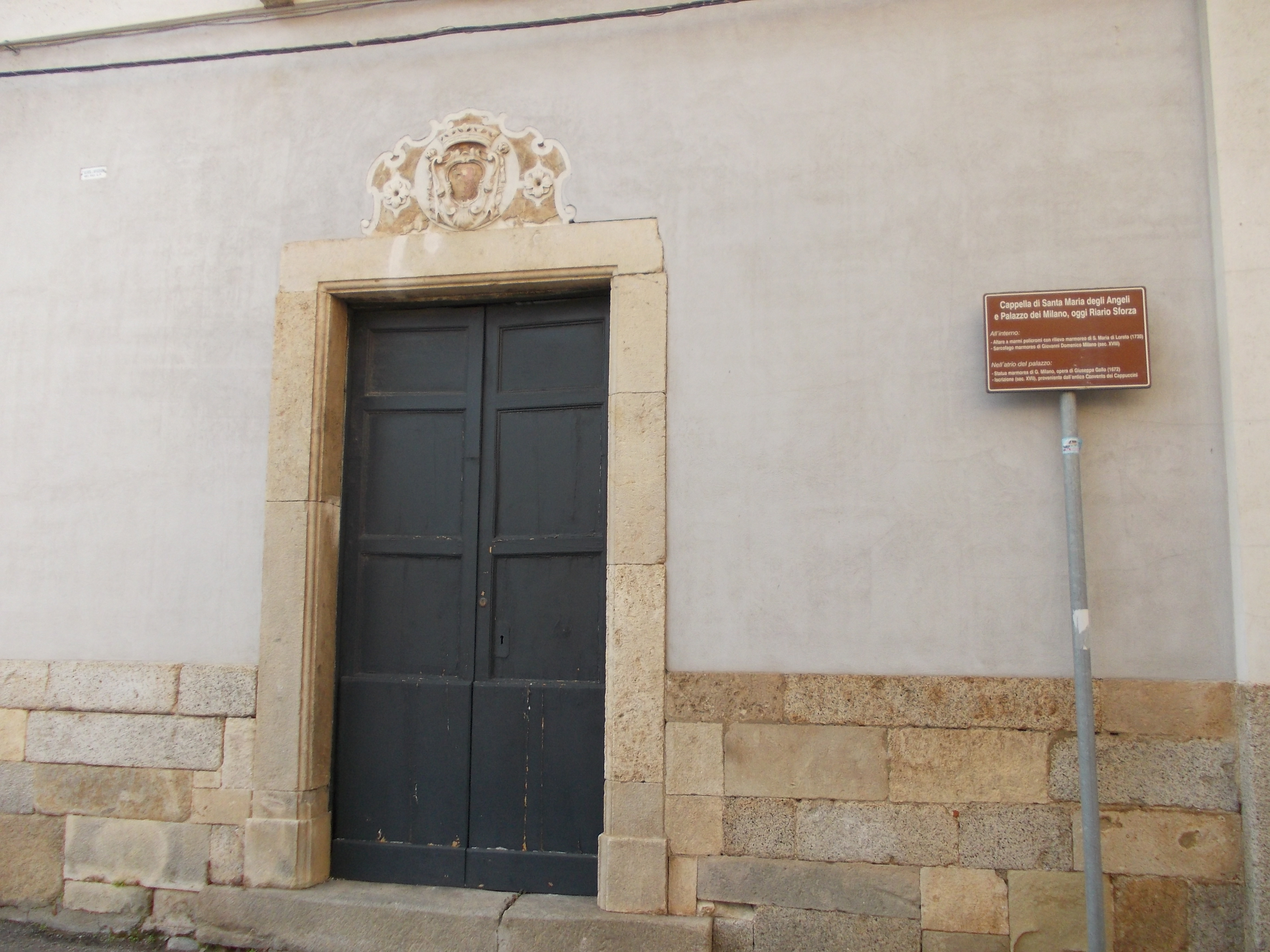
Chiesa di Santa Maria degli Angeli della famiglia Milano Riario Sforza.

#### Chiesa di Santa Maria degli Angeli
La chiesa di Santa Maria degli Angeli sorge all'interno di Palazzo Riario Sforza, già Palazzo Milano, il quale si affaccia a sua volta su piazza del Popolo.

#### Chiesa della Santissima Annunziata
La chiesa della Santissima Annunziata è una chiesa di modeste dimensioni, sorta nel 1729 per volere dell'arciprete D. Giuseppe Rovere dentro la vecchia Polistena. Dopo il terremoto del 1783, che la distrusse, venne ricostruita da D. Nicola Jerace, ed è stata restaurata tra il 2013 e il 2014 e riaperta solennemente al culto dopo un lungo periodo di abbandono. Si conserva una scultura Annunciazione, Angelo in legno scolpito da Fortunato Morani e immagine della Madonna in cartapesta con testa mani e piedi di legno scolpita dal figlio Francesco.

#### Chiesa del Palazzo Valensise
La cappella Gentilizia di Palazzo Valensise è collocata appunto all'interno del giardino di palazzo Valensise. Fu ampliata nella seconda metà dell'Ottocento da mons. Domenico Maria Valensise, sopra quello che restava della chiesa del Rosario, interna all'antico Convento dei Domenicani. Si conserva al suo interno il Cristo Risorto scultura di Francesco e Giovanni Morani eseguita nel 1856.

### Casa Morani
Dopo il terremoto del 1908, nasce a Polistena l'orfanotrofio maschile e femminile. Monsignore Morabito dopo il sisma decise che bisognava fare qualcosa per i tanti orfani che il terremoto aveva procurato. All'inizio gli orfani vennero ospitati nei carri merci delle ferrovie, solo dopo l'arrivo dei Frati Maristi nel 1911, vennero ospitati nelle baracche di legno. Nel 1934 arrivarono a Polistena i Frati Concezionisti (I figli dell’Immacolata Concezione), ancora oggi portano avanti l'opera, cominciata dal Beato Luigi Maria Monti.
Nel 1960 l'orfanotrofio si trasforma, e viene chiamato Istituto di San Giuseppe. Il 19 novembre 1984, nasce la Comunità Luigi Monti, che si rinnova sia nel metodo educativo sia nella struttura. Una speranza per tante famiglie e ragazzi in difficoltà. All'epoca in cui furono ricostruiti i nuovi locali, nel fare le fondamenta venne alla luce un grande masso di granito che, in seguito, fu scolpito dallo scultore Francesco Morani; l'opera rappresenta un "Padre che abbraccia l'orfano".

### Architetture civili

#### Casa natale dei Morani
Costruita sulle fondamenta della precedente distrutta dal terremoto del 1783, in questa dimora vi abitò per primo Fortunato Morano. Dopo la morte di Fortunato, che avvenne il 28 aprile 1836, la casa rimase alla moglie e ai figli: sarà il figlio Francesco Morani nato nel 1804, (la data di nascita non è incerta come si ritiene, dal momento che essa è scritta nei registri della Chiesa Santa Marina di Polistena con scrittura personalizzata), ad acquistare definitivamente nel 1856 la casa che prima deteneva "a godo e godo". Oggi è di proprietà del pronipote Francesco Morani e quindi degli eredi di questa famiglia di artisti Polistenesi.

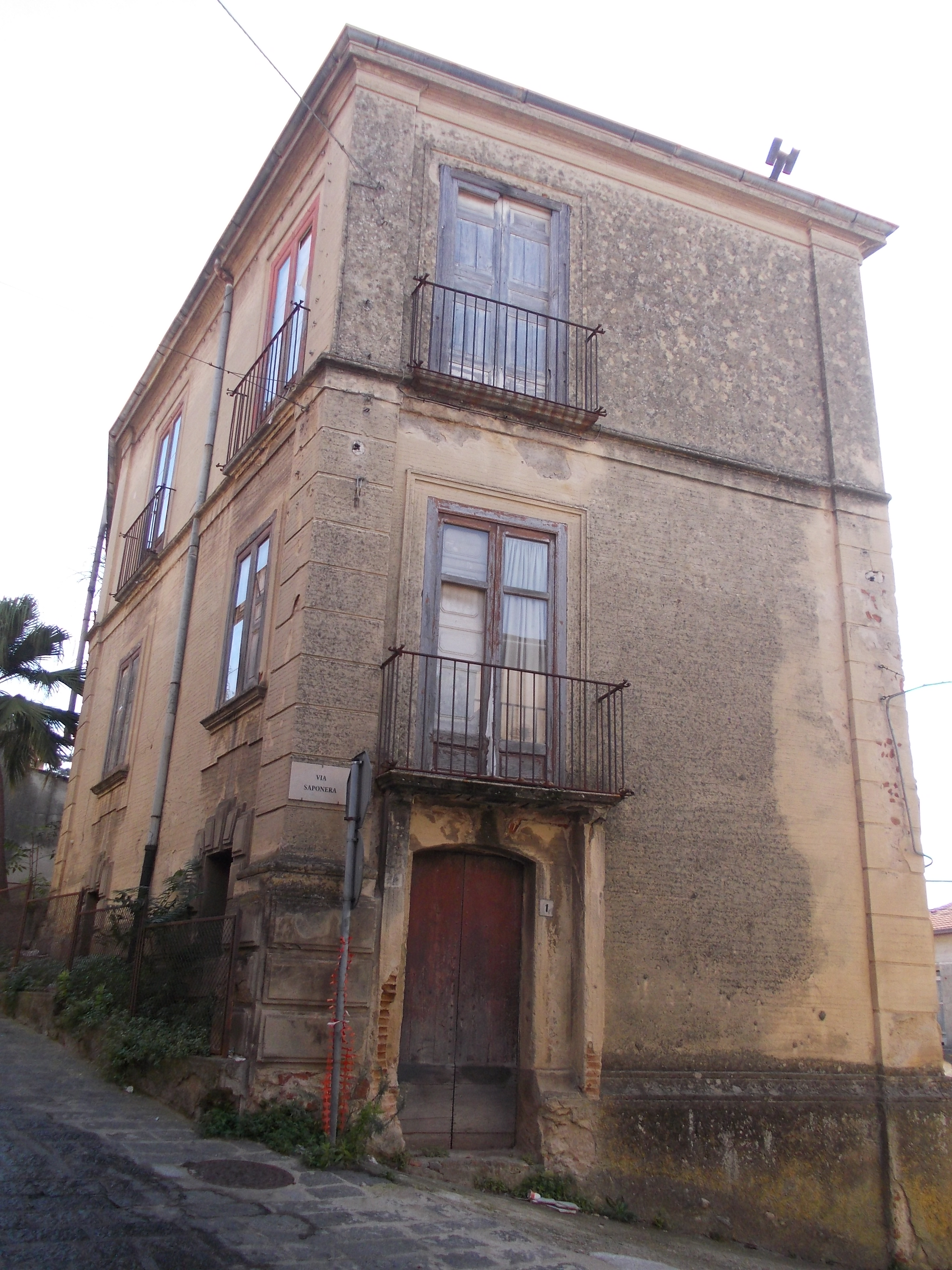
Palazzo Giffone, si trova vicino alla casa dei Morani.

#### Palazzi nobiliari
Tutti gli antichi palazzi presenti a Polistena, sono successivi al terremoto del 1783. I più importanti sono:
- palazzo Riario Sforza, già palazzo Milano.
- palazzo Avati (sede del Monte dei Paschi di Siena)
- palazzo Pecora
- palazzo Giffone
- palazzo Valensise
- palazzo Lidonnici
- palazzo Sigillò
- palazzo Amendolea-Cavatore
- villa Giulia, del Barone Rodinò
- palazzo Tigani
- palazzi Sofrè, Montiglia (oggi Ammendolea)

#### Teatri
- Auditorium comunale situato in Piazza della Pace, di fronte al municipio. Si svolgono diverse manifestazioni culturali come concerti, rappresentazioni teatrali e convegni.
- Teatro comunale all'aperto (Anfiteatro comunale),[70] il cui uso specifico è ospitare rappresentazioni teatrali di prosa,[71] o di altri generi di spettacolo in ogni sua forma artistica, come l'esecuzione di concerti ed eventi musicali, allestimenti di opere liriche, letture di poesie, spettacoli di danza, la Passione di Cristo.[72] Si trova in viale Rivoluzione d'Ottobre, a fianco del fiume Jerapotamo oggi coperto dal viale.[73][74][75]

### Altro

#### Piazze
- Piazza della Repubblica (popolarmente chiamata "Piazza Vara") situata al centro della cittadina.
- Piazza del Popolo: vi si affacciano i principali palazzi nobiliari della città e vi si trova al centro il monumento ai caduti. Nel giorno di Pasqua vi si svolge la tradizionale Affruntata
- Piazza Diaz, riqualificata, sorge nelle vicinanze di via Santa Marina.
- Piazza Tigani, presso piazza del Popolo: vi si trova al centro una fontana. La piazza prende il nome dal palazzo che vi si affacciava.
- Piazza Fusco, nel quartiere Brogna.
- Largo San Francesco di Paola, piazzale di fronte alla chiesa omonima; vi si trova al centro una croce su basamento in pietra risalente al 1739.
- Piazza Garibaldi: si trova al centro una fontana e una stele che ricorda l'"albero della libertà", innalzato dai giacobini polistenesi nel 1799
- Piazza 21 marzo, già piazzetta Municipio, prende il nome dal giorno della manifestazione nazionale antimafia svoltasi nel 2007. Al centro vi sorge una scultura raffigurante Marino Tigani, scultore polistenese.
- Piazzale della Pace, sul quale si affacciano il municipio, l'Auditorium comunale e la sede del commissariato di polizia.
- Piazzetta Bellavista.
- Piazza Arco, esiste la targa nascosta in marmo. Detta in seguito Piazza Dott. Rocca

#### Monumenti
- Monumento ai Caduti della prima guerra mondiale in piazza del Popolo, opera di Francesco Jerace[76]
- Monumento ai combattenti, presso la scuola primaria "Trieste", opera di Marino Tigani
- Monumento a M. Tigani, in piazzetta XXI marzo
- Monumento a F. Jerace, all'inizio dell'omonima via
- Monumento all'emigrante, in piazzale della Pace, opera di Giuseppe Niglia
- Monumento alla pace, in piazzale della Pace, vicino l'Auditorium comunale
- Monumento al Partigiano, nel parco della Liberazione

### Aree naturali
- Villa Italia o villa Giarre, giardino pubblico situato nella zona alta della cittadina.[77][78]
- Parco della Liberazione[79]
- Villa Santa Maria e Laghetto delle Papere[80]
- Villetta Municipio
- Parco Giovanni Paolo II
- Parco Valarioti, sulla via Catena, nella zona sud della città. Dedicato a Giuseppe Valarioti, vittima della 'ndrangheta.

## Società

### Evoluzione demografica
Abitanti censiti

### Etnie e minoranze straniere
Secondo i dati Istat al 31 dicembre 2015, a Polistena risiedono 508 persone di nazionalità straniera, pari al 4,8% circa della popolazione totale. I paesi di origine più rappresentati sono:
- Romania: 283
- Marocco: 150
- Filippine: 9

### Religione
Polistena è sede dell'omonimo vicariato della diocesi di Oppido Mamertina-Palmi.

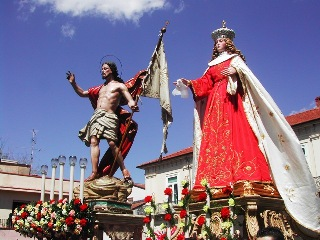
L'Affruntata in Piazza del popolo

### Tradizioni e folclore
La Settimana Santa di Polistena risale a una tradizione settecentesca. Comincia con la domenica delle Palme e termina la domenica di Pasqua.
Festa di santa Marina Vergine protettrice di Polistena.). L'origine della festa è molto antica, ma viene celebrata con la "Teoria dei santi" (ovvero la "Processione delle 26 statue di Polistena") dal periodo post terremoto del 1783, che provocò oltre 2000 vittime, distruggendo l'intera città. Quando Polistena si riprese da questa calamità ha avuto la necessità di ricorrere all'intercessione della santa patrona e di tutti i santi presenti nella cittadina, portandoli in gran festa per le vie del paese, questa usanza fu praticata sino 1960; solo quarant'anni dopo, era il 1998, la processione con la "Teoria dei Santi" fu ripristinata.

### Istituzioni, enti e associazioni
Nel comune ha sede l'Ospedale Santa Maria degli Ungheresi di Polistena fondato nel 1905.

## Cultura

### Scuole
Nel Comune hanno sede sei scuole dell'infanzia, tre scuole primarie e due scuole medie.
Gli istituti superiori sono:
- Istituto Tecnico Industriale "M. M. Milano"
- Istituto professionale per i Servizi Commercio e Turistici "G. Renda".
- Istituto Magistrale "G. Rechichi".[89].[90]

### Biblioteca comunale
La biblioteca comunale conserva oltre ai circa 60.000 volumi e opuscoli, tre fondi archivistici e un'emeroteca che comprende 12 quotidiani nazionali e 5 calabresi; 109 periodici nazionali e 48 calabresi in corso oltre 283 periodici nazionali e 249 calabresi non in corso, per un totale complessivo di 689 testate. Il numero orientativo dei fascicoli è di oltre 150.000.
Nella biblioteca si conserva inoltre l'archivio storico della famiglia Milano, feudataria di Polistena, dichiarato nel 1984 di notevole interesse storico e vincolato dalla Soprintendenza archivistica per la Calabria.

### Musei
Il Museo Civico di Polistena sorge attualmente nei locali della Biblioteca comunale e conserva al suo interno vari reperti fossili e archeologici, documenti d'arte, antichità locali.
Nell'agosto del 2018 è stata inaugurata la Casa Museo Jerace che sorge in via Domenicani nella quale solo custodite varie opere d'arte realizzate dall'artista polistenese Francesco Jerace ed il fratello Vincenzo. L'antica dimora di famiglia è stata ristrutturata ed ospieterà anche una sala multimediale.
Nella zona rurale di contrada Calù sorge il Museo dell'arte e della civiltà contadina in cui sono esposti soprattutto antiche attrezzature agricole.

### Musica
In città è attivo lo "Storico complesso bandistico Città di Polistena".

### Teatro
Polistena è sede di una delle cinque residenze teatrali calabresi, gestita dalla compagnia Dracma.

### Cucina

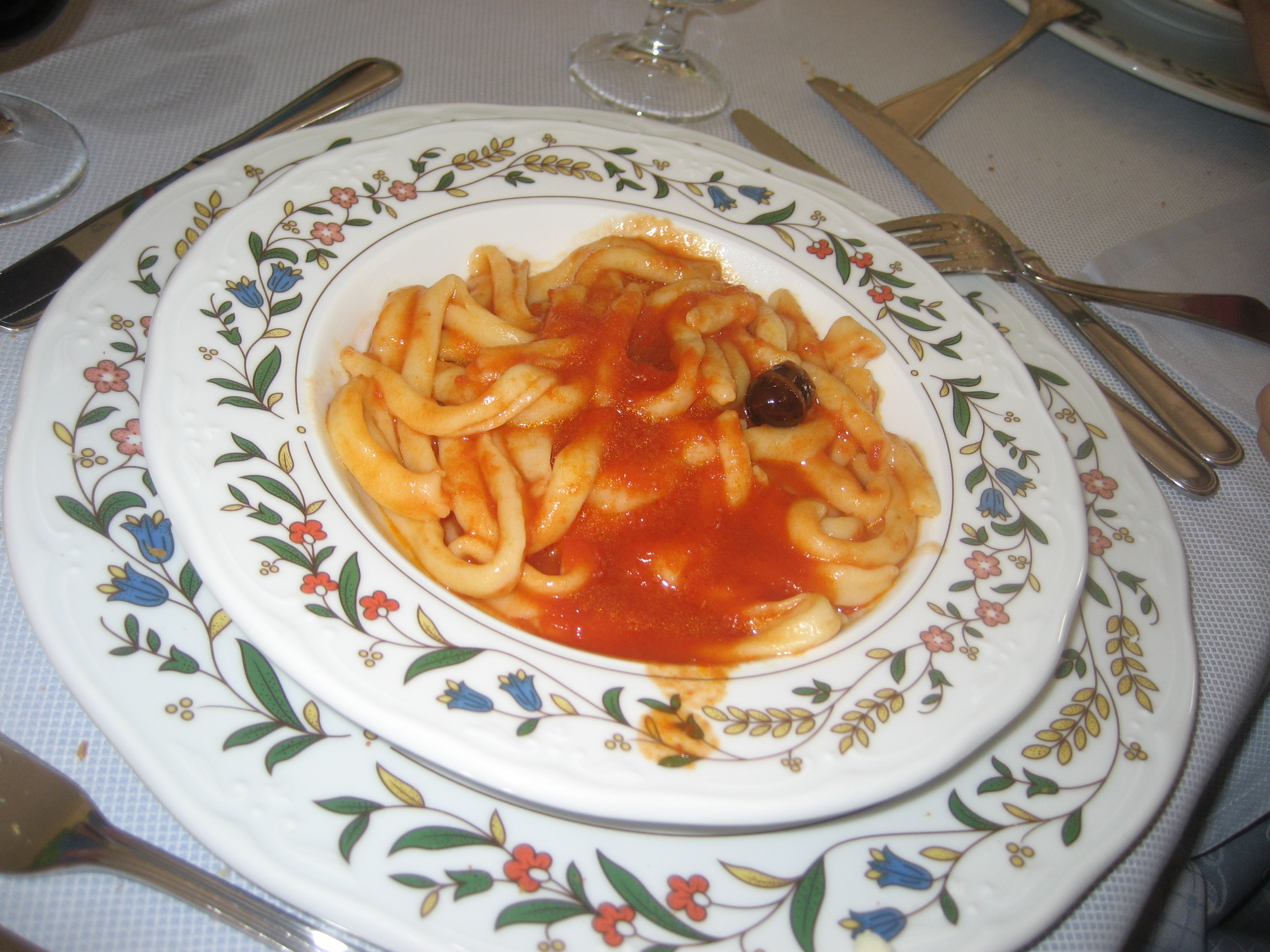
I maccheroni di casa

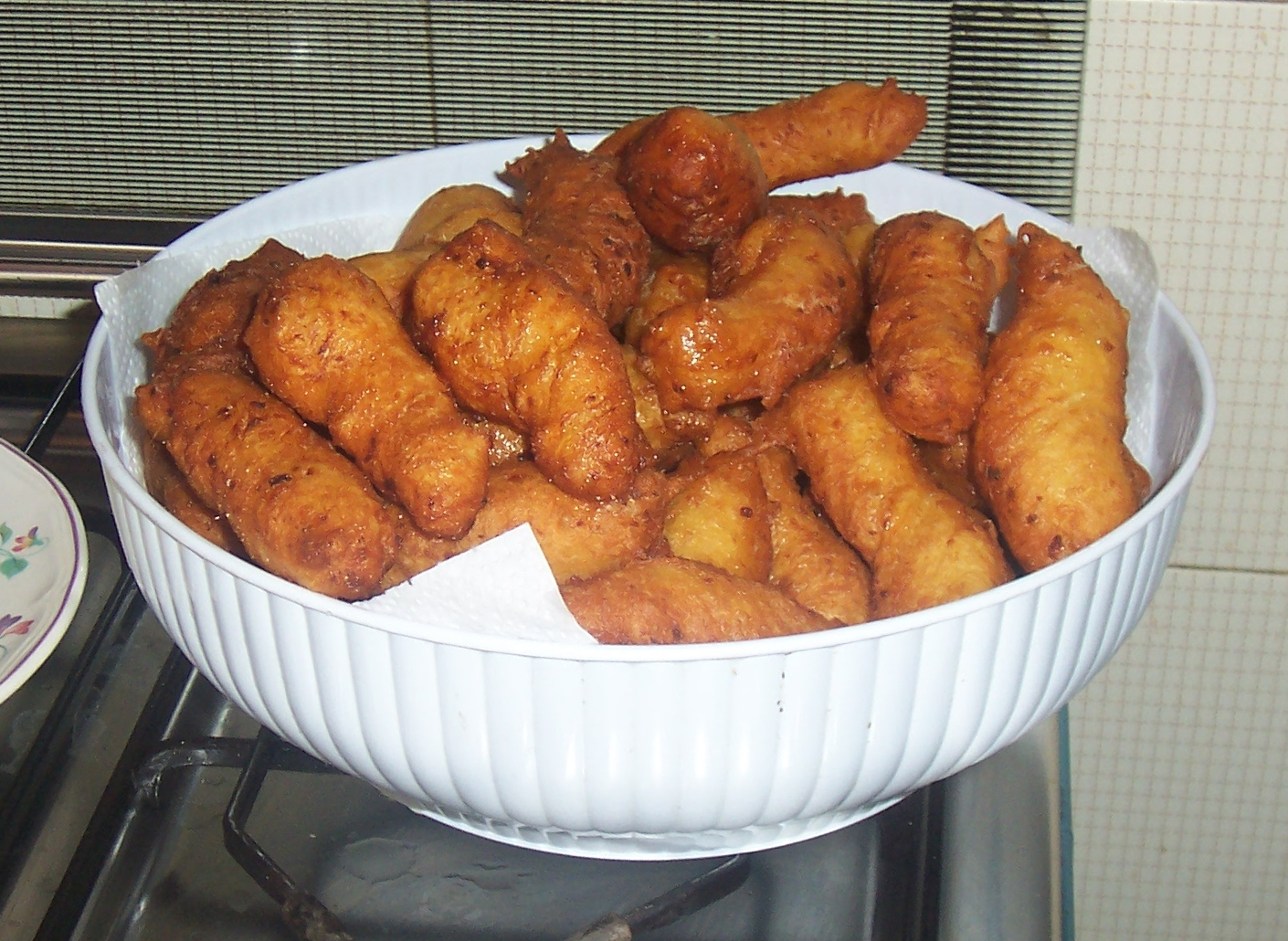
La zippula

La cucina polistenese si può definire ricca di sapori e condimenti, affonda le sue radici nella tradizione mediterranea. Piatto tipico per eccellenza sono i "maccarruna" (maccheroni conditi con il sugo di carne), pasta al forno.
Tra i secondi piatti vi sono le zeppole, peperonata, polpette, stocco, melanzane ripiene, frittole.
Il dolce tipico sono le nacatole (biscotto fritto a base di uova, strutto e liquori profumati), pitta di San Martino, la pignolata e le sguta per la festa di Pasqua.
Caratteristica della cucina locale è la preparazione casereccia della salsa di pomodoro e di diversi prodotti in salamoia o sott'olio, come le olive, i peperoncini piccanti, le sardine e le verdure in giardiniera. soppressata, salsiccia, capocollo, pancetta.
Frutti tipici: arance, clementine, limoni, mandarini, uva, prugne, castagne, fichi (in particolare i fichi secchi), meloni e cocomero.

## Geografia antropica

### Quartieri
I quartieri principali di Polistena sono: il Ponte, la Catena, la Villa Italia, contrada Villa, quartiere Brogna e la Stazione-Grecà.

## Economia
Nella zona industriale, situata lungo la strada provinciale 5, si trovano diverse aziende. Nel centro abitato sono presenti attività commerciali.

### Artigianato
Tra le attività più tradizionali e rinomate vi sono quelle artigianali, che si distinguono per l'arte della tessitura, finalizzata alla realizzazione di coperte caratterizzate dai disegni, dai motivi e dai colori originali, oltreché per l'arte del vimini e per la produzione di mobili intagliati.

## Infrastrutture e trasporti

### Strade

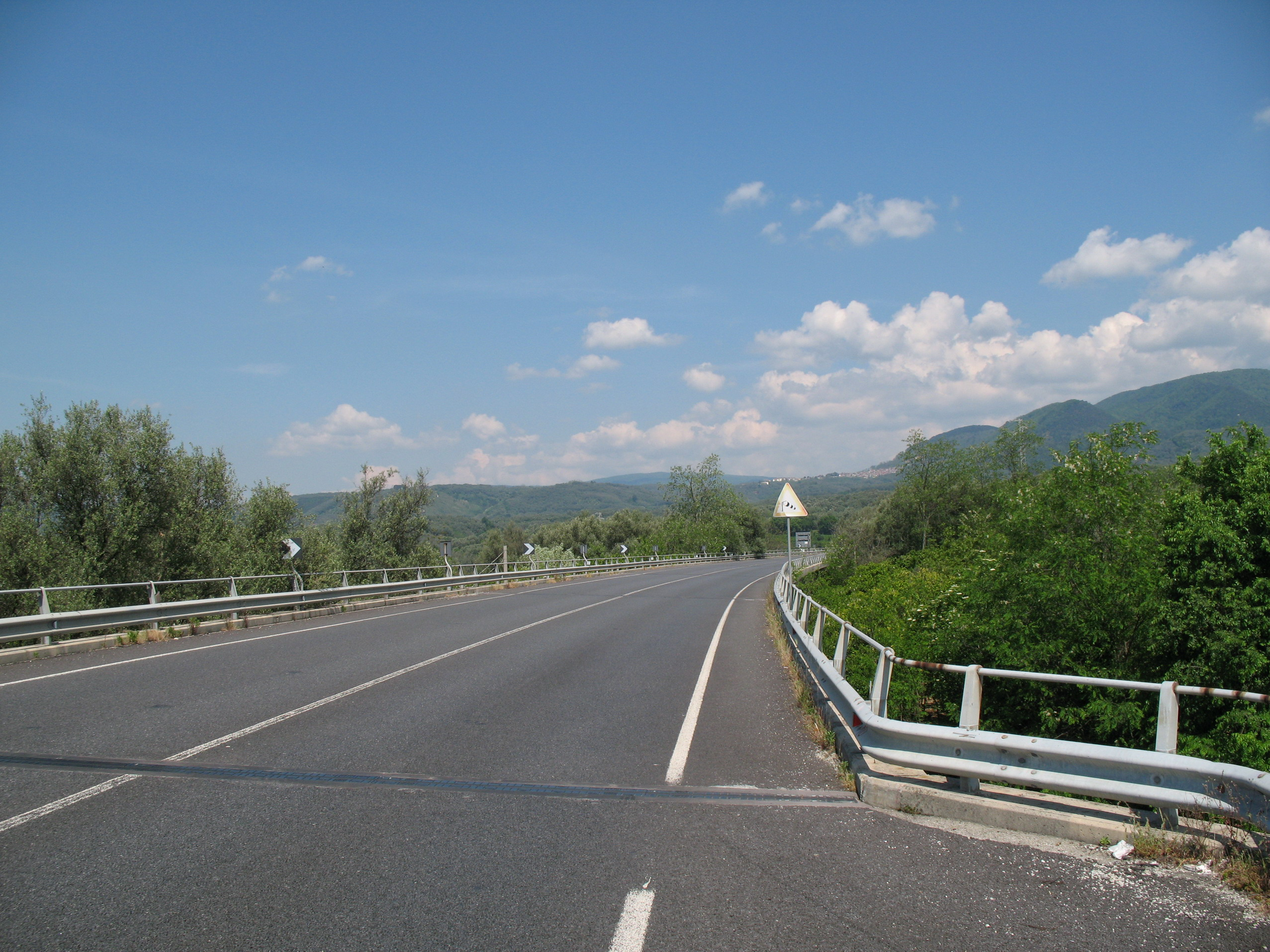
Strada statale 682 Jonio-Tirreno, tra Polistena e Cinquefrondi, direzione Cinquefrondi

Il centro urbano di Polistena è attraversato a nord e a ovest da una tangenziale (chiamata "circonvallazione"), costruita per eliminare l'intenso traffico che si creava nelle strade interne cittadine. Fino al 2003 era di competenza ANAS, poi è passata alla provincia di Reggio Calabria.
Il territorio comunale è attraversato da:
- Strada statale 682 Jonio-Tirreno
- Strada provinciale 4
- Strada provinciale 5
- Strada provinciale 35
- Strada provinciale 47

### Ferrovie

Ferrovia Gioia Tauro-Cinquefrondi

La Stazione di Polistena si trova sulla linea Gioia Tauro–Cinquefrondi, inaugurata nel 1929 e sospesa dal 2011.

### Mobilità urbana
A Polistena transitano anche una serie di linee automobilistiche gestite dalle seguenti aziende:
- Ferrovie della Calabria
- Lirosi

## Amministrazione

### Gemellaggi

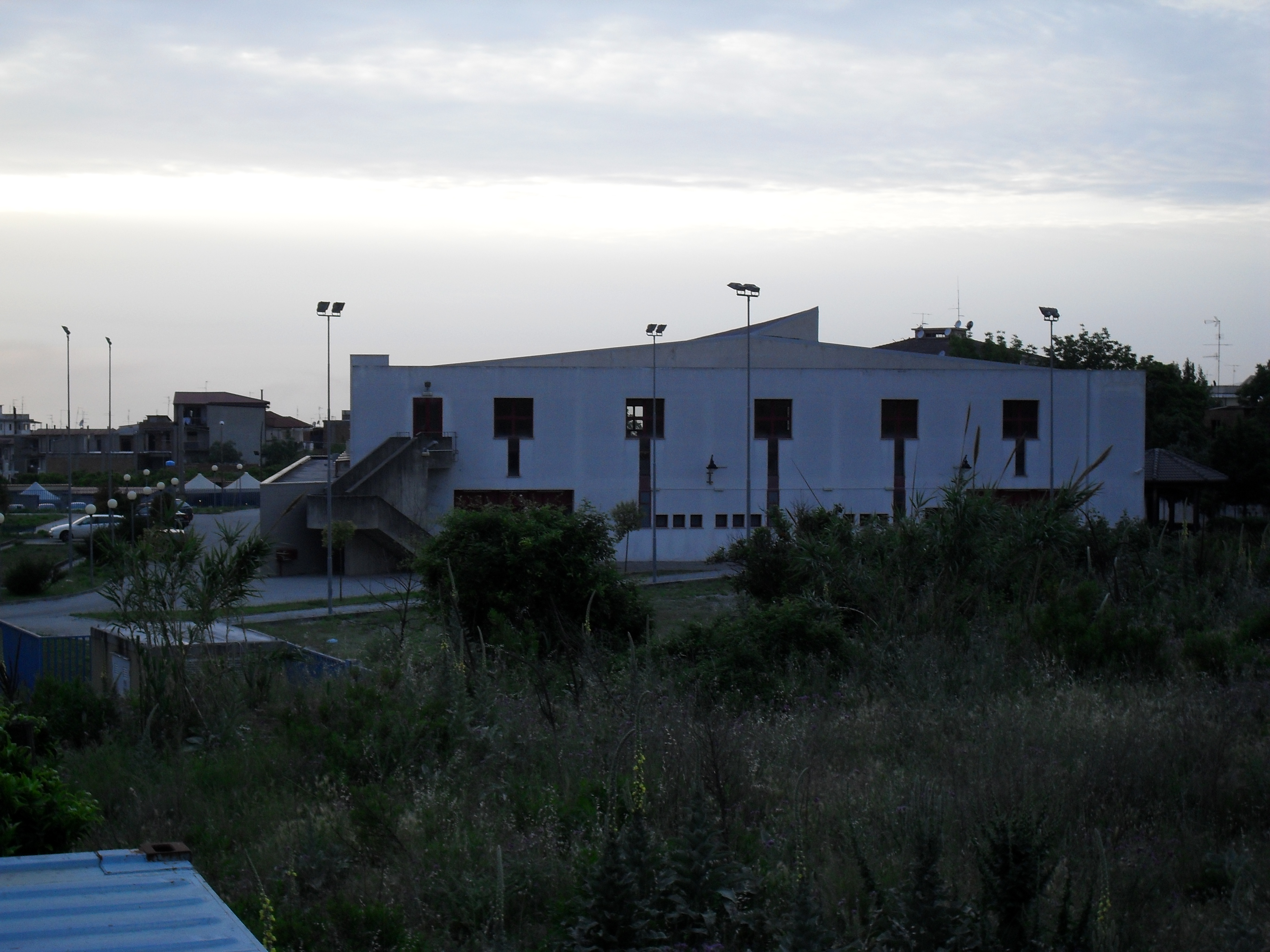
Il palazzetto dello Sport

- Anzola dell'Emilia[98]

## Sport
Hanno sede nel comune le seguenti realtà sportive:
- A.S.D. Polistena Calcio a 5, militante in serie B.
- A.S.D. Marafioti Sport - Dea Volley, militante in serie B2.
- A.S.D. Sporting Polistena, militante in prima categoria
- A.S.D. Polistena Bike Team

### Impianti sportivi
- Palazzetto dello Sport "Caduti sul lavoro"[99][100]
- Stadio comunale "Elvio Guida"[101]
- Parco sportivo "Juvenilia" con campo di calcio "Francesco Zerbi"